# Monopelopia minuta
Monopelopia minuta är en tvåvingeart som beskrevs av Serpa-filho och Oliveira 1997. Monopelopia minuta ingår i släktet Monopelopia och familjen fjädermyggor. Inga underarter finns listade i Catalogue of Life.